# Charlotte Percy, hertiginna av Northumberland
Charlotte Florentia Percy, Duchess of Northumberland (eller Lady Charlotte Florentia Clive; 12 september 1787 – 27 juli 1866), var guvernant till blivande drottning Victoria av Storbritannien.